# Mons (Charente)
Pour les articles homonymes, voir Mons (homonymie).
Mons est une commune du Sud-Ouest de la France, située dans le département de la Charente (région Nouvelle-Aquitaine).
Ses habitants sont les Montois et les Montoises.

## Géographie

### Localisation et accès
Mons est une commune du Nord Charente située à 4 km au sud-ouest d'Aigre et 28 km au nord-ouest d'Angoulême.
Mons est aussi à 3 km au nord-ouest de Marcillac-Lanville, 11 km au nord de Rouillac, le chef-lieu de son canton, et 31 km au nord-est de Cognac, sa sous-préfecture.
À l'écart des grandes routes, le bourg est desservi par la D 120 entre Gourville et Aigre et la D 357 en direction de Marcillac et Angoulême. La D 739, route d'Aigre à Matha traverse le nord de la commune. La D 736 d'Aigre à Rouillac et la D 737 en direction d'Angoulême passent à l'est de la commune, à 2 km du bourg.
La gare la plus proche est celle de Luxé à 10 km, desservie par des TER à destination d'Angoulême, Poitiers et Bordeaux.

### Hameaux et lieux-dits
Le hameau de Villeneuve, plus important que le bourg, est au sud de ce dernier. La commune compte deux autres hameaux, plus petits, qui sont le Grand Juif et la Grue, au nord-ouest.

### Communes limitrophes
| Verdille   | Oradour  | Aigre              |
| Val-d'Auge | Mons     | Marcillac-Lanville |
|            | Rouillac |                    |

### Géologie et relief
Le sol de la commune appartient au calcaire du Jurassique du Bassin aquitain, comme toute la moitié nord du département de la Charente. Mons occupe un plateau datant du Jurassique supérieur, plus précisément du Kimméridgien. Une petite zone de grèzes datant du Quaternaire couvre ce plateau au nord de la commune (à Citerne), et des alluvions récentes (limons et argiles) couvrent la vallée au sud,,.
Le relief de la commune est celui d'une plaine d'une altitude moyenne de 80 m avec quelques hauteurs au nord : les Chaumes de la Citerne, et le Puy Cerclot au nord-est. Le point culminant est à une altitude de 142 m, situé au Bois Montbrun au nord-est du bourg. Le point le plus bas est à 54 m, situé sur la limite sud au marais des Jauges. Le bourg est à 90 m d'altitude.

### Hydrographie

#### Réseau hydrographique

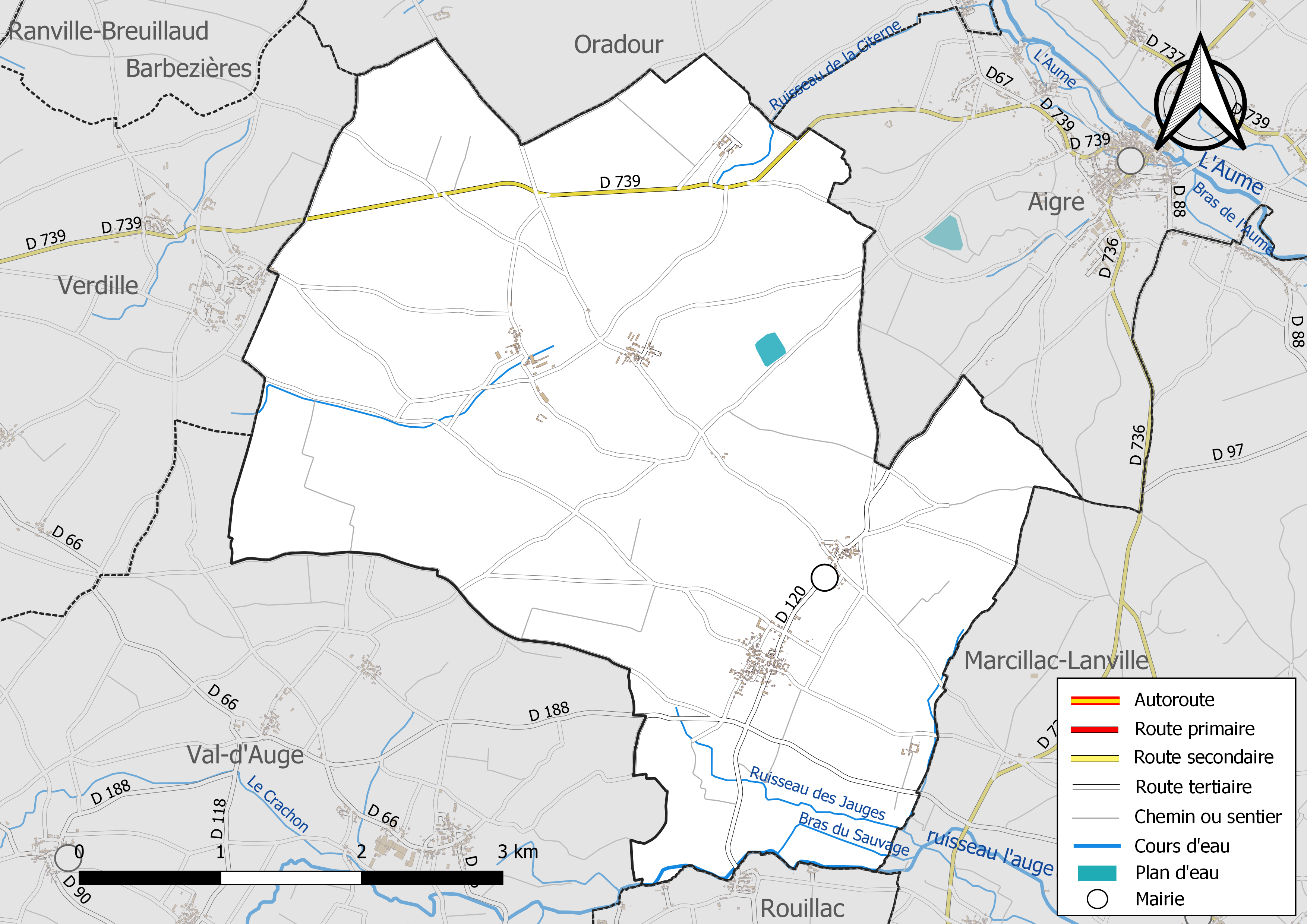
Réseaux hydrographique et routier de Mons.

La commune est située dans le bassin versant de la Charente au sein du Bassin Adour-Garonne. Elle est drainée par le ruisseau l'Auge, le ruisseau de la Citerne, le ruisseau des Jauges et par deux petits cours d'eau, qui constituent un réseau hydrographique de 9 km de longueur totale,.
Le sud de la commune, assez marécageux, est arrosé par la Sauvage qui fait la limite sud et le ruisseau des Jauges, qui forment l' Auge, affluent de la Charente sur sa rive droite à Marcillac-Lanville.
Au nord, le vallon de la Dame donne naissance à un ruisseau intermittent, le ruisseau de la Citerne qui limite la commune avec Oradour et se jette dans l'Aume.
On trouve deux fontaines près de Villeneuve : celle de l'Ours au sud et celle de la Cigogne à l'ouest.

#### Gestion des eaux
Le territoire communal est couvert par le schéma d'aménagement et de gestion des eaux (SAGE) « Charente ». Ce document de planification, dont le territoire correspond au bassin de la Charente, d'une superficie de 9 300 km2, a été approuvé le 19 novembre 2019. La structure porteuse de l'élaboration et de la mise en œuvre est l'établissement public territorial de bassin Charente. Il définit sur son territoire les objectifs généraux d’utilisation, de mise en valeur et de protection quantitative et qualitative des ressources en eau superficielle et souterraine, en respect des objectifs de qualité définis dans le troisième SDAGE  du Bassin Adour-Garonne qui couvre la période 2022-2027, approuvé le 10 mars 2022.

### Climat
Comme dans les trois quarts sud et ouest du département, le climat est océanique aquitain.

## Urbanisme

### Typologie
Au 1er janvier 2024, Mons est catégorisée commune rurale à habitat dispersé, selon la nouvelle grille communale de densité à 7 niveaux définie par l'Insee en 2022.
Elle est située hors unité urbaine et hors attraction des villes,.

### Occupation des sols
L'occupation des sols de la commune, telle qu'elle ressort de la base de données européenne d’occupation biophysique des sols Corine Land Cover (CLC), est marquée par l'importance des territoires agricoles (98,7 % en 2018), en diminution par rapport à 1990 (100 %). La répartition détaillée en 2018 est la suivante : 
terres arables (77,9 %), zones agricoles hétérogènes (14 %), cultures permanentes (6,2 %), zones urbanisées (1,3 %), prairies (0,6 %). L'évolution de l’occupation des sols de la commune et de ses infrastructures peut être observée sur les différentes représentations cartographiques du territoire : la carte de Cassini (XVIIIe siècle), la carte d'état-major (1820-1866) et les cartes ou photos aériennes de l'IGN pour la période actuelle (1950 à aujourd'hui).

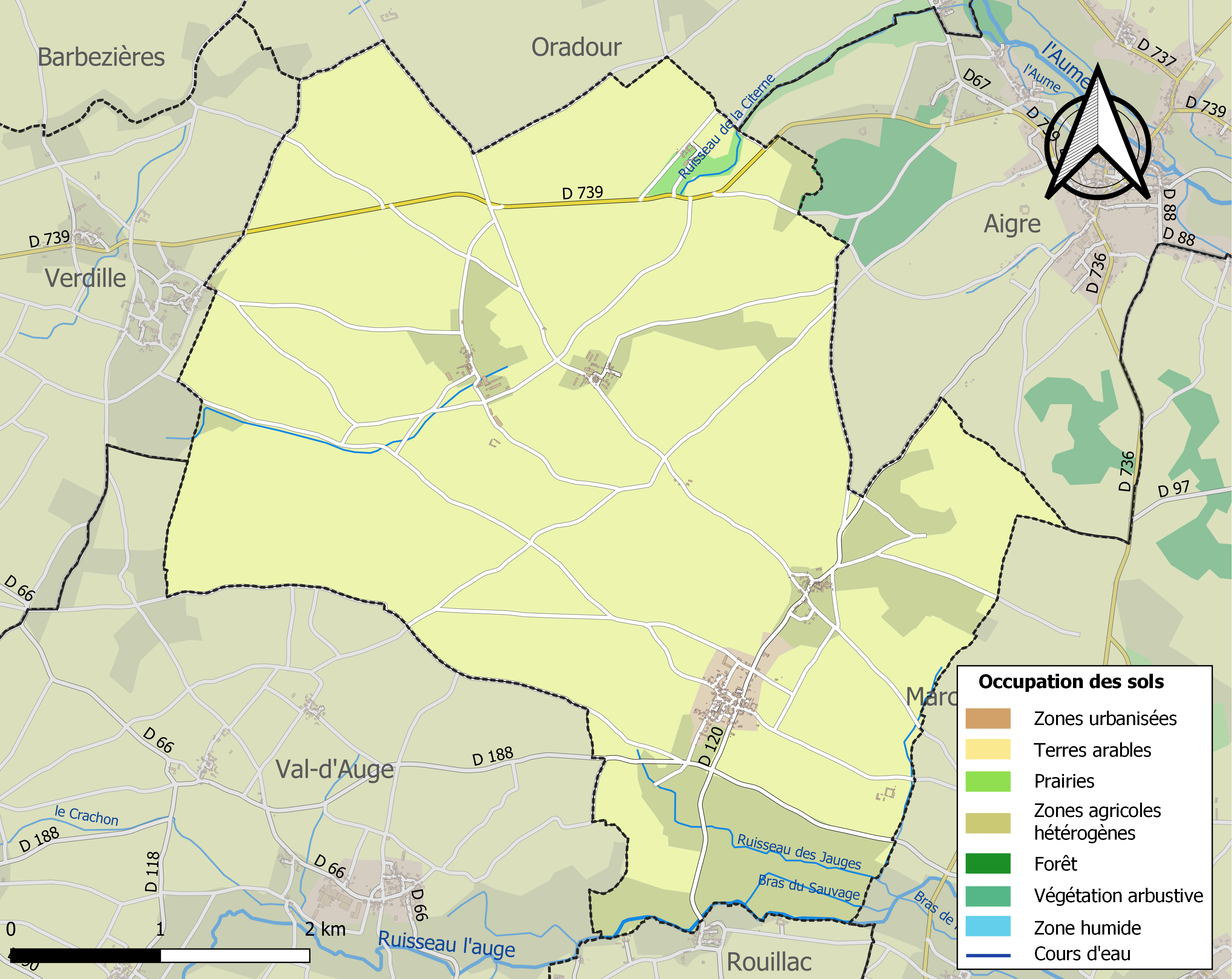
Carte des infrastructures et de l'occupation des sols de la commune en 2018 (CLC).

### Risques majeurs
Le territoire de la commune de Mons est vulnérable à différents aléas naturels : météorologiques (tempête, orage, neige, grand froid, canicule ou sécheresse) et séisme (sismicité modérée). Un site publié par le BRGM permet d'évaluer simplement et rapidement les risques d'un bien localisé soit par son adresse soit par le numéro de sa parcelle.

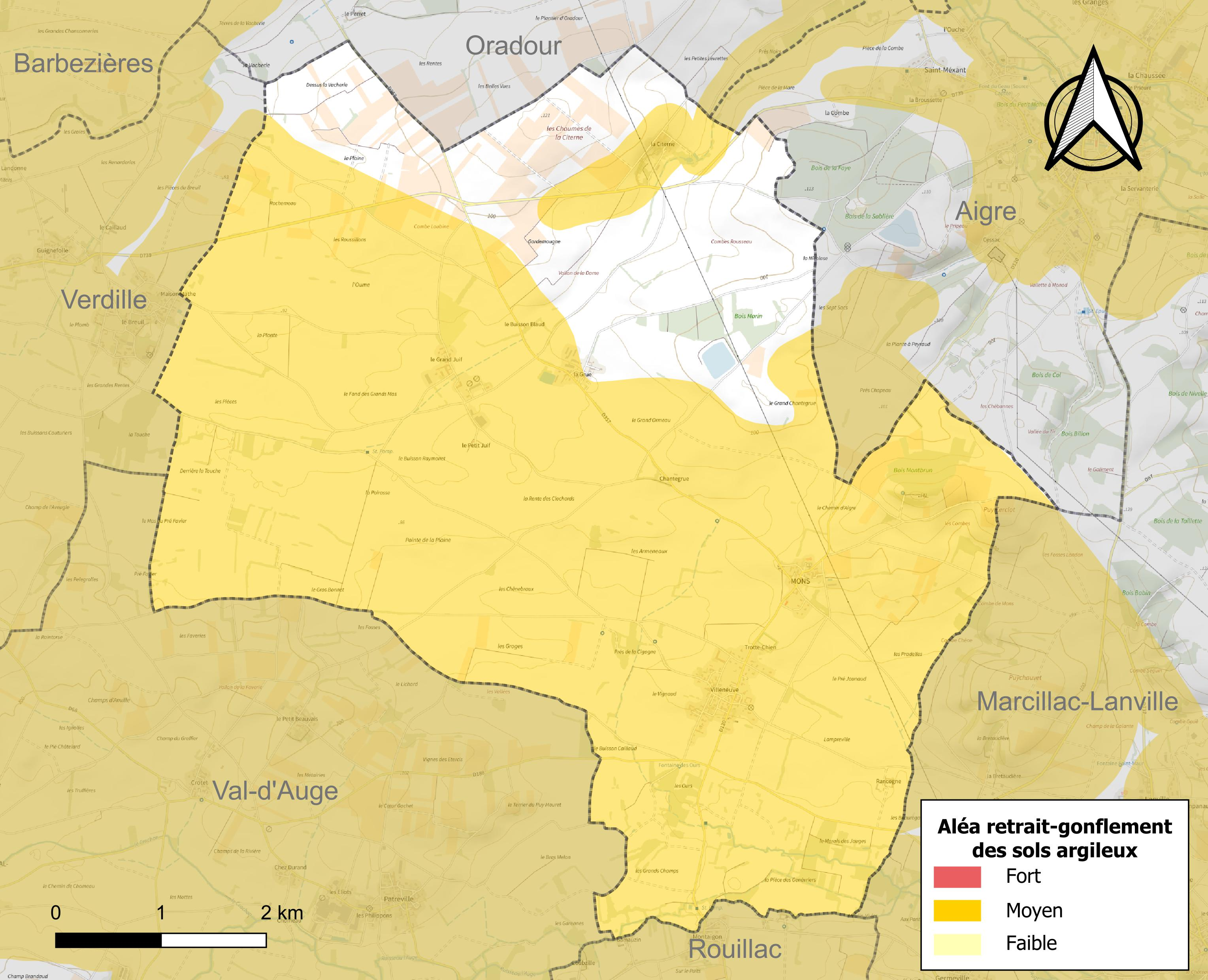
Carte des zones d'aléa retrait-gonflement des sols argileux de Mons.

Le retrait-gonflement des sols argileux est susceptible d'engendrer des dommages importants aux bâtiments en cas d’alternance de périodes de sécheresse et de pluie. 80,7 % de la superficie communale est en aléa moyen ou fort (67,4 % au niveau départemental et 48,5 % au niveau national). Sur les 157 bâtiments dénombrés sur la commune en 2019,  155 sont en aléa moyen ou fort, soit 99 %, à comparer aux 81 % au niveau départemental et 54 % au niveau national. Une cartographie de l'exposition du territoire national au retrait gonflement des sols argileux est disponible sur le site du BRGM,.
Par ailleurs, afin de mieux appréhender le risque d’affaissement de terrain, l'inventaire national des cavités souterraines permet de localiser celles situées sur la commune.
La commune a été reconnue en état de catastrophe naturelle au titre des dommages causés par les inondations et coulées de boue survenues en 1982, 1999 et 2014. Concernant les mouvements de terrains, la commune a été reconnue en état de catastrophe naturelle au titre des dommages causés par des mouvements de terrain en 1999.

## Toponymie
Une forme ancienne est de Montibus en 1110.
L'origine du nom de Mons est le mot latin mons signifiant « montagne ». Employé au singulier ou au pluriel, il peut ne désigner qu'une simple colline en pays plat. Montes signifie « les collines ».

## Histoire
De nombreux sites à tegulae, en particulier près du lieu-dit de la Citerne, laissent supposer un habitat gallo-romain.
Sous l'Ancien Régime, la paroisse de Mons dépendait de la principauté de Marcillac, qui formait une enclave du Poitou en Angoumois. Elle était du ressort de l'Élection de Niort.
Villeneuve était le siège de la seigneurie la plus importante de la paroisse. Elle était divisée entre plusieurs seigneurs, et dépendait en partie de celle de Montigné. Les plus anciens seigneurs connus étaient les de Massougnes, depuis le XIIe siècle, mais au XVIIIe siècle la seigneurie de Villeneuve étaient aux mains de quatre familles : les Barbezières de Montigné, les du Mas de Ligné, les du Boulet et les Birot de Rochéroux, ces derniers d'origine bourgeoise.
Rencogne était également un fief de la paroisse de Mons, dont le dernier possesseur connu est Jean Regnault, maire de Niort en 1616. Au XVIIe siècle, ce fief était aux mains des Babin, famille anoblie en 1697. Puis il est passé par mariage à la famille Babinet, appelée par la suite Babinet de Rencogne (ou Rancogne). Un des membres de cette famille était Jacques Babinet, physicien du XIXe siècle. Jean Regnault possédait aussi en 1609 le petit fief de Montbrun, dont il ne reste aucun vestige.
Entre le XVe et XVIIIe siècles, une grande partie de Villeneuve puis Montbrun par mariage ont aussi appartenu aux Vallantin.
La cloche de l'église, datant de 1775, a eu pour parrain et marraine Pierre Babinet, écuyer, seigneur de Rencogne et de Villeneuve en partie, et Marie-Anne de Massougnes des Fontaines, "seigneuresse" de Villeneuve en partie.
L'église était d'abord le siège d'un prieuré-cure régulier puis dépendant du prieuré conventuel de Lanville. Mais en 1616 il fut divisé en prieuré simple et une vicairie perpétuelle, unie à celle d'Aigre,.

## Administration
| Période                                  | Période  | Identité        | Étiquette | Qualité              |
| ---------------------------------------- | -------- | --------------- | --------- | -------------------- |
| Les données manquantes sont à compléter. |          |                 |           |                      |
| depuis 1995                              | En cours | Patrick Mesnard | SE        | Directeur commercial |

### Fiscalité
La fiscalité est d'un taux de 12,81 % sur le bâti, 47,63 % sur le non bâti, et 8,09 % pour la taxe d'habitation (chiffres 2007).
La communauté de communes de Rouillac prélève 10,80 % de taxe professionnelle.

## Démographie

### Évolution démographique
L'évolution du nombre d'habitants est connue à travers les recensements de la population effectués dans la commune depuis 1793. Pour les communes de moins de 10 000 habitants, une enquête de recensement portant sur toute la population est réalisée tous les cinq ans, les populations de référence des années intermédiaires étant quant à elles estimées par interpolation ou extrapolation. Pour la commune, le premier recensement exhaustif entrant dans le cadre du nouveau dispositif a été réalisé en 2008.

En 2022, la commune comptait 235 habitants, en évolution de −6 % par rapport à 2016 (Charente : −0,48 %, France hors Mayotte : +2,11 %).
| 1793 | 1800 | 1806 | 1821 | 1831 | 1841 | 1846 | 1851 | 1856 |
| ---- | ---- | ---- | ---- | ---- | ---- | ---- | ---- | ---- |
| 437  | 462  | 525  | 565  | 692  | 601  | 680  | 664  | 621  |

| 1861 | 1866 | 1872 | 1876 | 1881 | 1886 | 1891 | 1896 | 1901 |
| ---- | ---- | ---- | ---- | ---- | ---- | ---- | ---- | ---- |
| 634  | 604  | 565  | 557  | 526  | 513  | 461  | 408  | 414  |

| 1906 | 1911 | 1921 | 1926 | 1931 | 1936 | 1946 | 1954 | 1962 |
| ---- | ---- | ---- | ---- | ---- | ---- | ---- | ---- | ---- |
| 405  | 403  | 403  | 368  | 337  | 336  | 281  | 313  | 294  |

| 1968 | 1975 | 1982 | 1990 | 1999 | 2006 | 2008 | 2013 | 2018 |
| ---- | ---- | ---- | ---- | ---- | ---- | ---- | ---- | ---- |
| 278  | 257  | 228  | 225  | 232  | 255  | 262  | 252  | 244  |

| 2022 | - | - | - | - | - | - | - | - |
| ---- | - | - | - | - | - | - | - | - |
| 235  | - | - | - | - | - | - | - | - |

### Pyramide des âges
La population de la commune est relativement âgée.
En 2018, le taux de personnes d'un âge inférieur à 30 ans s'élève à 26,3 %, soit en dessous de la moyenne départementale (30,2 %). À l'inverse, le taux de personnes d'âge supérieur à 60 ans est de 38,6 % la même année, alors qu'il est de 32,3 % au niveau départemental.
En 2018, la commune comptait 123 hommes pour 121 femmes, soit un taux de 50,41 % d'hommes, légèrement supérieur au taux départemental (48,41 %).
Les pyramides des âges de la commune et du département s'établissent comme suit.
| Hommes | Classe d’âge | Femmes |
| ------ | ------------ | ------ |
| 0,0    | 90 ou +      | 0,0    |
| 10,6   | 75-89 ans    | 10,7   |
| 28,5   | 60-74 ans    | 27,3   |
| 21,1   | 45-59 ans    | 23,1   |
| 10,6   | 30-44 ans    | 15,7   |
| 17,1   | 15-29 ans    | 12,4   |
| 12,2   | 0-14 ans     | 10,7   |

| Hommes | Classe d’âge | Femmes |
| ------ | ------------ | ------ |
| 1      | 90 ou +      | 2,7    |
| 9,2    | 75-89 ans    | 12     |
| 20,6   | 60-74 ans    | 21,3   |
| 20,7   | 45-59 ans    | 20,3   |
| 16,8   | 30-44 ans    | 16     |
| 15,6   | 15-29 ans    | 13,4   |
| 16,1   | 0-14 ans     | 14,3   |

## Économie

### Agriculture
La viticulture occupe une petite partie de l'activité agricole. La commune est classée dans les Fins Bois, dans la zone d'appellation d'origine contrôlée du cognac.

## Lieux et monuments
L'église paroissiale Notre-Dame date du XIIe siècle. Elle est inscrite monument historique depuis 1941.

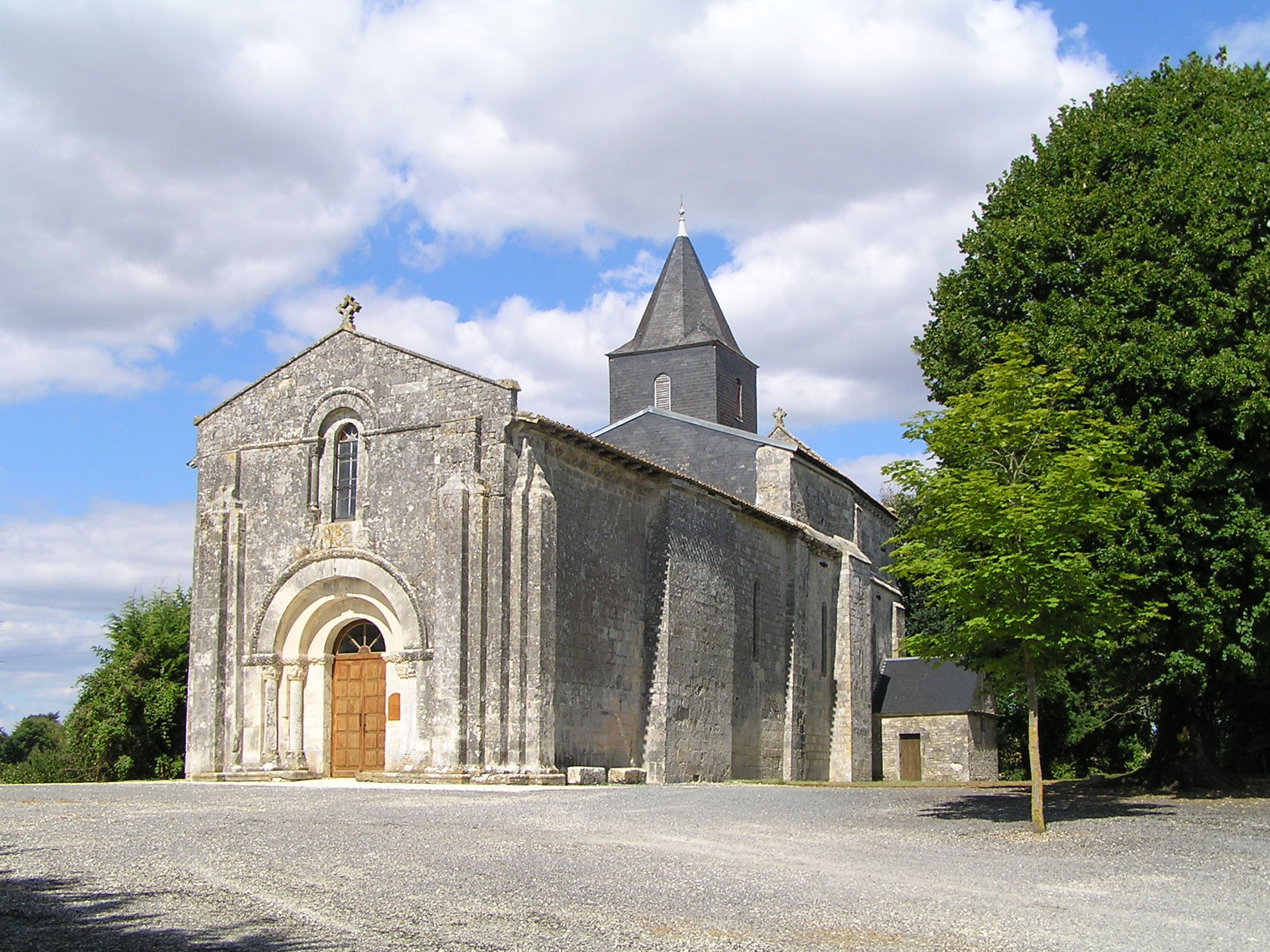
L'église Notre-Dame.
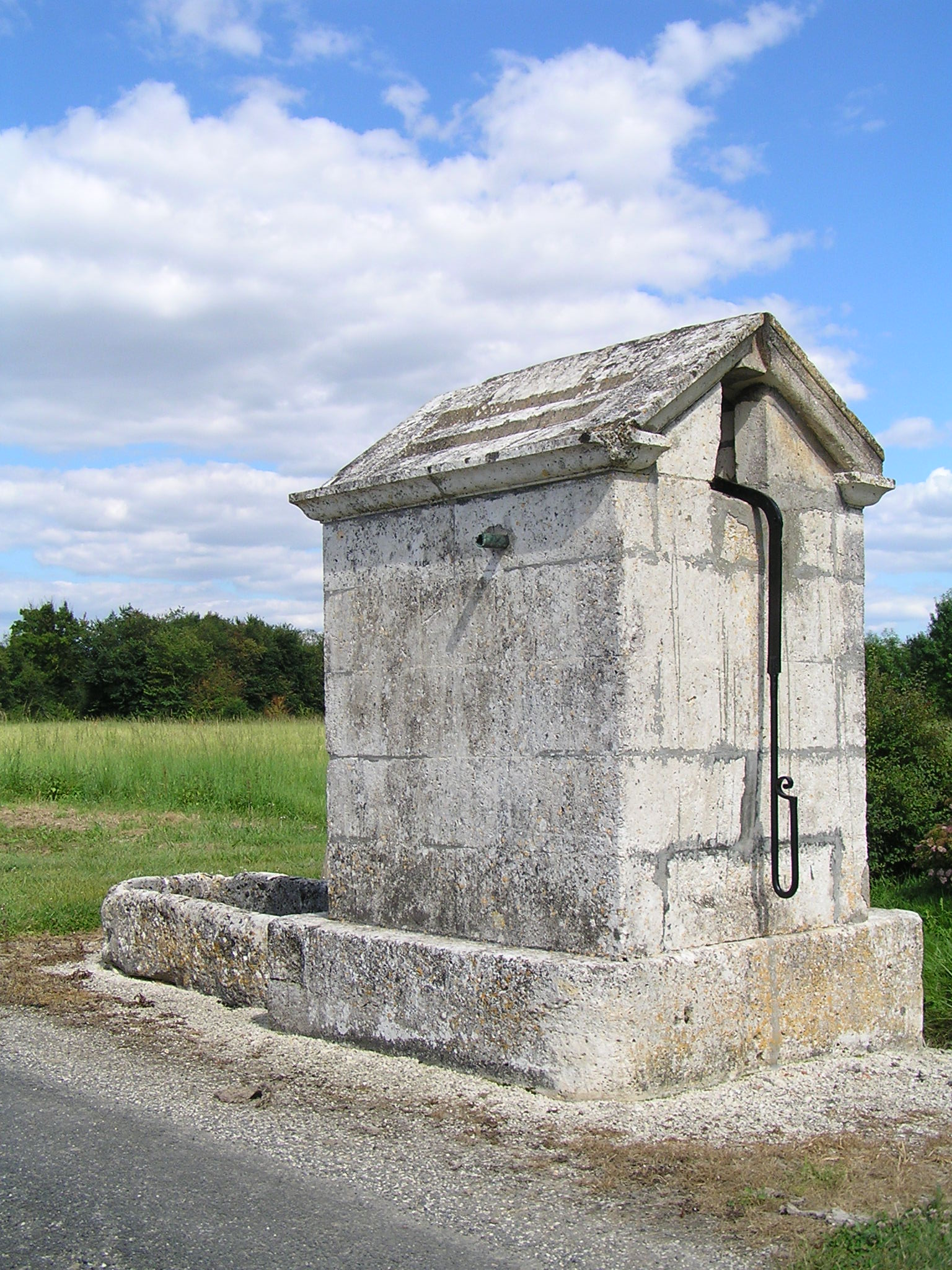
Puits, pompe et abreuvoir.

## Personnalités liées à la commune
- Gustave Babinet de Rencogne (1831-1877) a été secrétaire de la Société archéologique et historique de la Charente de 1863 à 1868[35].